# Miserey-Salines
Miserey-Salines è un comune francese di 2 165 abitanti situato nel dipartimento del Doubs, nella regione della Borgogna-Franca Contea.

## Società

### Evoluzione demografica
Abitanti censiti